# Козуров, Сергей Николаевич
Сергей Николаевич Козуров (род. 7 мая 1977, Москва) — российский хоккеист, защитник. Мастер спорта России международного класса.

## Биография
Воспитанник СДЮШОР «Динамо» Москва. Начинал играть во второй команде «Динамо», дебютировав в сезоне 1993/94. 10 марта 1995 провёл один матч за первую команду в чемпионате. Вторую половину сезона 1995/96 отыграл в «Липецке». Следующий сезон начал в ХК ЦСКА, затем вернулся в «Динамо». В сезоне 1998/99 играл в «Кристалле» Электросталь. Пять сезонов провёл в ХК «Липецк», после чего завершил карьеру.
Финалист Кубка России (1998). Финалист Евролиги (1997, 1998).